# Cupa României 1939-1940
Ediția 1939-1940 a fost a șaptea ediție a Cupei României la fotbal. Trofeul a fost câștigat pentru a patra oară consecutiv de Rapid București care a învins în finală pe Venus București, echipă calificată în premieră în ultimul act al competiției. Deoarece la acea vreme, în cazul egalității după 90 de minute și prelungiri, nu exista departajarea la lovituri de la 11 metri, finala s-a disputat de patru ori, până când una dintre echipe a putut să se impună.

## Șaisprezecimi
| Data     | Echipa gazdă                     | Scor         | Echipa oaspete                       |
| -------- | -------------------------------- | ------------ | ------------------------------------ |
| 08.11.39 | Rapid București (Div.A)          | 5 - 2        | (District) Socec Lafayette București |
| 12.11.39 | CS Metrom Brașov (Div.2)         | 2 - 1        | (District) CS Lonea                  |
| 12.11.39 | Unirea Tricolor (Div.A)          | 4 - 0        | (District) Viforul Dacia București   |
| 12.11.39 | Câmpia Turzii (Div.2)            | 2 - 0        | (Div.2) Maccabi București            |
| 12.11.39 | FC Craiova (Div.2)               | 0 - 1        | (Div.A) Sportul Studențesc           |
| 12.11.39 | FC Ploiești (Div.2)              | 1 - 0        | (Div.A) Juventus București           |
| 12.11.39 | Caurom Cernăuți (District)       | 2 - 9        | (Div.A) Victoria Cluj                |
| 12.11.39 | Maccabi Chișinău (Div.2)         | 1 - 4        | (Div.2) AS Constanța                 |
| 12.11.39 | Sparta Mediaș (Div.2)            | 2 - 6        | (Div.A) Venus București              |
| 12.11.39 | Olimpia Satu Mare (Div.2)        | 3 - 1        | (Div.A) Dunărea Galați               |
| 12.11.39 | Carmen București (District)      | 5 - 2        | (Div.2) Gloria Arad                  |
| 12.11.39 | SSMR Reșița (Div.2)              | 5 - 2 (d.p.) | (Div.A) UD Reșița                    |
| 12.11.39 | Metalosport Ferdinand (District) | 1 - 2        | (Div.A) CAM Timișoara                |
| 12.11.39 | Dacia Unirea Brăila (Div.2)      | 2 - 1        | (Div.A) AMEFA Arad                   |
| 12.11.39 | Dragoș Vodă Cernăuți (Div.2)     | 4 - 3        | (Div.A) Ripensia                     |
| 18.02.40 | Phoenix Baia Mare (Div.A)        | 4 - 0        | (District) Olympia                   |

## Optimi
| Data     | Echipa gazdă      | Scor            | Echipa oaspete       |
| -------- | ----------------- | --------------- | -------------------- |
| 27.02.40 | CAM Timișoara     | 1 - 5           | Sportul Studențesc   |
| 27.02.40 | Victoria Cluj     | 5 - 2           | Câmpia Turzii        |
| 27.02.40 | Venus București   | 5 - 2           | Carmen București     |
| 27.02.40 | Olimpia Satu Mare | 1 - 2 (d.p.)    | Dacia Unirea Brăila  |
| 27.02.40 | Phoenix Baia Mare | 3 - 0 (forfait) | UD Reșița            |
| 27.02.40 | CS Metrom Brașov  | 0 - 3 (forfait) | Dragoș Vodă Cernăuți |
| 27.02.40 | AS Constanța      | 0 - 3 (forfait) | Rapid București      |
| 27.02.40 | Unirea Tricolor   | 1 - 2 (d.p.)    | FC Ploiești          |

## Sferturi
| Data     | Echipa gazdă        | Scor  | Echipa oaspete       |
| -------- | ------------------- | ----- | -------------------- |
| 16.03.40 | Venus București     | 3 - 1 | Phoenix Baia Mare    |
| 17.03.40 | Sportul Studențesc  | 6 - 2 | Dragoș Vodă Cernăuți |
| 17.03.40 | Rapid București     | 2 - 0 | FC Ploiești          |
| 17.03.40 | Dacia Unirea Brăila | 2 - 0 | Victoria Cluj        |

## Semifinale
| Data     | Echipa gazdă        | Scor  | Echipa oaspete     |
| -------- | ------------------- | ----- | ------------------ |
| 28.04.40 | Dacia Unirea Brăila | 0 - 2 | Rapid București    |
| 28.04.40 | Venus București     | 4 - 2 | Sportul Studențesc |

## Finala

### Primul meci
| 30 aprilie 1940 17:45 | Rapid București       | 2 – 2 | Venus București             | Stadionul ANEF, București Spectatori: 15.000 Arbitru: Emil Kroner (București) |
| 30 aprilie 1940 17:45 | Baratky 23' Sipos 34' |       | Iordache 42' Ploeșteanu 86' | Stadionul ANEF, București Spectatori: 15.000 Arbitru: Emil Kroner (București) |

| RAPID:      |                    |
|             |                    |
| P           | Petre Rădulescu    |
| F           | Zoltan Marton      |
| F           | Iosif Lengheriu    |
| M           | Vintilă Cossini    |
| M           | Gheorghe Rășinaru  |
| M           | Ioachim Moldoveanu |
| A           | Vilim Sipos        |
| A           | Radu Florian       |
| A           | Iuliu Baratky      |
| A           | Ștefan Auer        |
| A           | Ioan Bogdan        |
| Antrenor:   |                    |
| Ștefan Auer |                    |

| VENUS:      |                    |
|             |                    |
| P           | Mircea David       |
| F           | Lazăr Sfera        |
| F           | Alexandru Negrescu |
| M           | Rudolf Demetrovici |
| M           | Gustav Juhasz      |
| M           | Ion Lupaș          |
| A           | Cornel Orza        |
| A           | Silviu Ploeșteanu  |
| A           | Traian Iordache    |
| A           | Iuliu Bodola       |
| A           | Nicolae Ene        |
| Antrenor:   |                    |
| Béla Jánosy |                    |

### Prima rejucare
| 10 iunie 1940 17:45 | Venus București                   | 4 – 4 | Rapid București                             | Stadionul ANEF, București Spectatori: 14.000 Arbitru: Emil Kroner (București) |
| 10 iunie 1940 17:45 | Humis 6', 18' Orza 16' Bodola 51' |       | Gavrilescu 7' Baratky 9' Sipos 61' Auer 77' | Stadionul ANEF, București Spectatori: 14.000 Arbitru: Emil Kroner (București) |

| VENUS:      |                    |
|             |                    |
| P           | Mircea David       |
| F           | Lazăr Sfera        |
| F           | Alexandru Negrescu |
| M           | Rudolf Demetrovici |
| M           | Gustav Juhasz      |
| M           | Ion Lupaș          |
| A           | Cornel Orza        |
| A           | Silviu Ploeșteanu  |
| A           | Traian Iordache    |
| A           | Iuliu Bodola       |
| A           | Kostas Humis       |
| Antrenor:   |                    |
| Béla Jánosy |                    |

| RAPID:      |                    |
|             |                    |
| P           | Ioan Negru         |
| F           | Zoltan Marton      |
| F           | Iosif Lengheriu    |
| M           | Vintilă Cossini    |
| M           | Gheorghe Rășinaru  |
| M           | Ioachim Moldoveanu |
| A           | Vilim Sipos        |
| A           | Dan Gavrilescu     |
| A           | Iuliu Baratky      |
| A           | Ștefan Auer        |
| A           | Ioan Bogdan        |
| Antrenor:   |                    |
| Ștefan Auer |                    |

### A doua rejucare
| 27 octombrie 1940 17:45 | Rapid București  | 2 – 2 | Venus București           | Stadionul Giulești, București Spectatori: 12.000 Arbitru: Constantin Iliescu (București) |
| 27 octombrie 1940 17:45 | Baratky 60', 97' |       | Ene 88' Eisenbeisser 105' | Stadionul Giulești, București Spectatori: 12.000 Arbitru: Constantin Iliescu (București) |

| RAPID:      |                    |
|             |                    |
| P           | Ioan Negru         |
| F           | Iosif Slivăț       |
| F           | Iosif Lengheriu    |
| M           | Vintilă Cossini    |
| M           | Gheorghe Rășinaru  |
| M           | Ioachim Moldoveanu |
| A           | Vilim Sipos        |
| A           | Dan Gavrilescu     |
| A           | Iuliu Baratky      |
| A           | Ștefan Auer        |
| A           | Ioan Bogdan        |
| Antrenor:   |                    |
| Ștefan Auer |                    |

| VENUS:      |                     |
|             |                     |
| P           | Mircea David        |
| F           | Ionescu Crum        |
| F           | Gheorghe Brandabura |
| M           | Alexandru Negrescu  |
| M           | Alfred Eisenbeisser |
| M           | Ion Lupaș           |
| A           | Nicolae Ene         |
| A           | Silviu Ploeșteanu   |
| A           | Traian Iordache     |
| A           | Petea Vâlcov        |
| A           | Kostas Humis        |
| Antrenor:   |                     |
| Béla Jánosy |                     |

### A treia rejucare
| 9 noiembrie 1940 14:30 | Rapid București            | 2 – 1 | Venus București  | Stadionul ANEF, București Spectatori: 12.000 Arbitru: Mihail Petrescu (București) |
| 9 noiembrie 1940 14:30 | Baratky 57' Gavrilescu 73' |       | Eisenbeisser 85' | Stadionul ANEF, București Spectatori: 12.000 Arbitru: Mihail Petrescu (București) |

| RAPID:      |                    |
|             |                    |
| P           | Robert Sadowski    |
| F           | Iosif Slivăț       |
| F           | Iosif Lengheriu    |
| M           | Vintilă Cossini    |
| M           | Gheorghe Rășinaru  |
| M           | Ioachim Moldoveanu |
| A           | Vilim Sipos        |
| A           | Dan Gavrilescu     |
| A           | Iuliu Baratky      |
| A           | Ion Jurcă          |
| A           | Ioan Bogdan        |
| Antrenor:   |                    |
| Ștefan Auer |                    |

| VENUS:      |                     |
|             |                     |
| P           | Mircea David        |
| F           | Lazăr Sfera         |
| F           | Gheorghe Brandabura |
| M           | Alexandru Negrescu  |
| M           | Alfred Eisenbeisser |
| M           | Ion Lupaș           |
| A           | Nicolae Ene         |
| A           | Silviu Ploeșteanu   |
| A           | Traian Iordache     |
| A           | Petea Vâlcov        |
| A           | Kostas Humis        |
| Antrenor:   |                     |
| Béla Jánosy |                     |